# اريك هيل
اريك هيل (9 يوليو 1923 في المملكة المتحدة - 26 يوليو 2010 في المملكة المتحدة) (بالإنجليزية: Eric Hill)‏ هو لاعب كريكت بريطاني وبريطاني (وحمل سابقاً جنسية المملكة المتحدة لبريطانيا العظمى وأيرلندا). لعب مع نادي مقاطعة سومرست للكريكت ‏.